# Impianto d'accensione

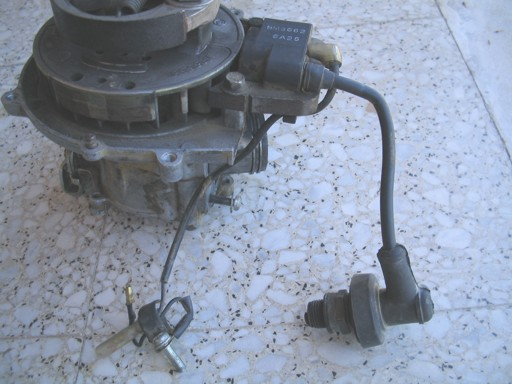
Impianto d'accensione di un decespugliatore

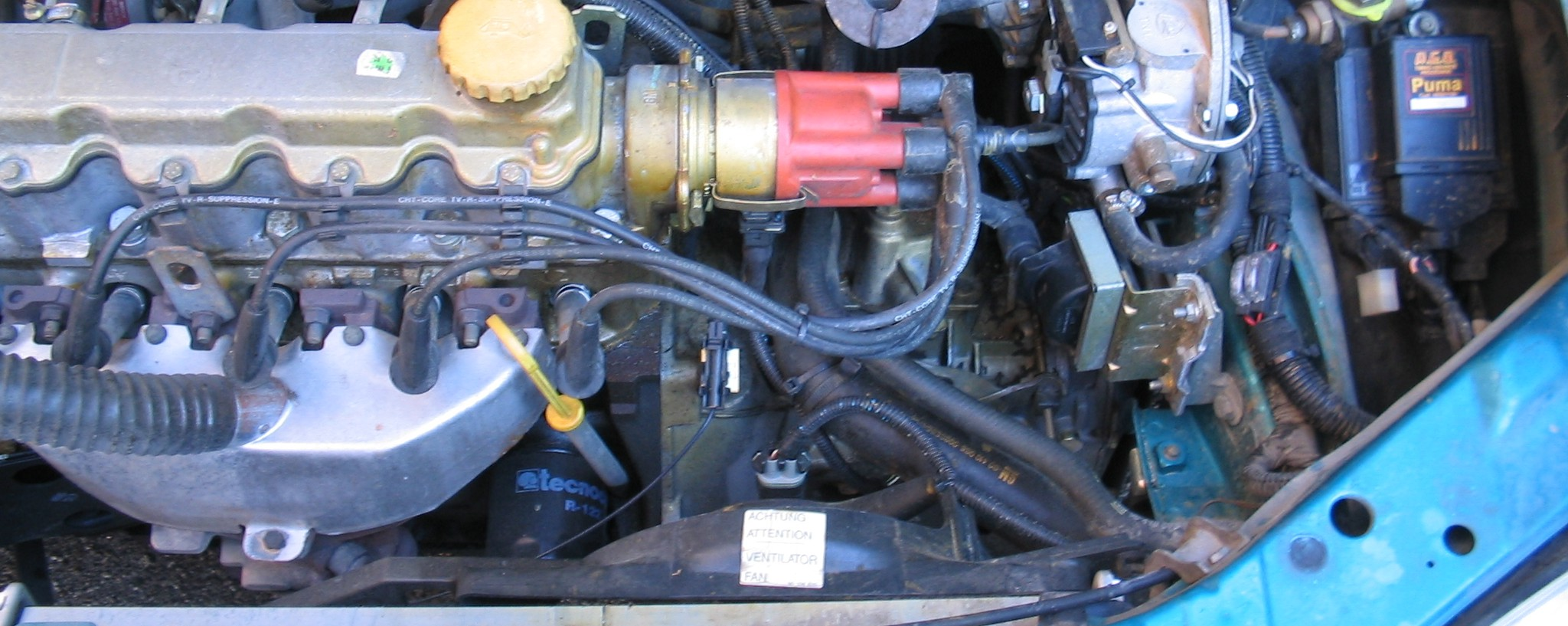
Impianto d'accensione di un'automobile (con distributore e doppia centralina)

Un impianto di accensione, nei motori ad accensione comandata, è quell'insieme di componenti che servono per la generazione della scintilla, che determina l'inizio della combustione. Nei motori ad accensione spontanea o diesel non esiste l'impianto d'accensione, dato che la combustione viene controllata dall'iniezione del carburante.

## Funzioni e caratteristiche
La funzione dell'impianto è quella di generare nel cilindro la scintilla che dà inizio alla combustione della miscela (aria-benzina nei 4 tempi, aria-olio-benzina nei 2 tempi). La scintilla deve scoccare alcuni attimi prima che il pistone giunga al punto morto superiore (PMS) e la combustione deve terminare al PMS o poco dopo. L'accensione si occupa della fasatura d'accensione, ovvero gestisce con quanto tempo di anticipo debba scoccare la scintilla: l'anticipo non è fisso ma varia al variare del numero di giri e del carico del motore.
L'impianto d'accensione è un sistema cablato di più organi, i quali devono garantire determinate caratteristiche:
- Semplicità di montaggio
- Semplicità sostitutiva
- Compatibilità per vecchi o nuovi componenti dell'impianto
- Costo ridotto
- Combustione corretta ed ottimale
- Riduzione dell'emissione di gas nocivi
- Adattabilità a più mezzi e possibilità di regolazione/modifica impostazioni
- Ridotto richiamo d'energia dal motore
- Elasticità di servizio

## Parti dell'impianto
L'impianto d'accensione è composto da vari componenti elencati di seguito:

### Fonte energetica
La fonte energetica è l'organo che da corrente all'impianto; è ovvio che senza una fonte energetica, l'impianto non può funzionare. Queste fonti possono essere:
- Autoprodotta: in questo caso il sistema d'accensione produce autonomamente l'energia elettrica per il suo funzionamento assorbendo energia meccanica, questo sistema è utilizzato solo dal sistema ad accensione magnetica.
- Generatore (AC o DC): è la fonte più utilizzata e tale apparecchiatura viene generalmente integrata con l'alternatore che sviluppa una corrente alternata e che possiede il rotore munito di una guida per la chiavetta di Woodruff consentendo la sua messa in fase, mentre in alcuni vecchi modelli veniva utilizzata una dinamo che sviluppava corrente continua;
- Batteria (DC): utilizzata per sistemi più economici e meno sofisticati come la maggior parte delle accensioni IDI o più in generale nella maggioranza degli impianti elettrici provvisti di batteria.

### Rilevatori di posizione
Per gestire l'anticipo di accensione, è necessario che l'impianto sia in qualche modo legato alla posizione del pistone nel cilindro. A questo scopo esistono diverse soluzioni:
- Nei sistemi breaker (in Inglese: interruttore) si utilizzano soluzioni meccaniche, come nel caso dello spinterogeno, al cui interno è situato un albero a camme che apre e chiude dei contatti chiamati puntine, questo sistema di rilevamento è utilizzato anche senza spinterogeno (nei motori a fasatura fissa). Tuttavia le parti meccaniche sono sottoposte a usura e devono essere sostituite periodicamente;
- I motori moderni utilizzano sistemi breakerless (senza interruttori) che si basano su sensori (ottici o magnetici) non sottoposti a usura:
  - Sensore ad effetto Hall: si utilizza un sensore pick-up, dove il captatore è fisso e il magnete ruota, generalmente posizionato sul magnete del generatore elettrico;
  - Fotocellula: si utilizza un sensore di luminosità, accoppiato ad una lampadina, la cui luce viene riflessa da una superficie specchiata, che eccita la fotocellula.
  - Forma d'onda del generatore, in alcuni sistemi la fonte energetica che in questi casi è un l'alternatore monofase o bifase a due o quattro poli, si ha un'altra espansione statorica per la centralina, la posizione del motore viene rilevata grazie alla forma dell'onda del generatore, che è del tipo sinusale, la quale forma tante sinusoidi per rotazione quanti sono i poli, per questo motivo le accensioni senza pic-up nate con alternatori a due poli non sono compatibili con quelle a quattro poli e viceversa, perché si ricevono un numero d'impulsi in ingresso che sono o il doppio o la metà di quelli necessari.

I due tipi di sensori (Sensore ad effetto Hall e Fotocellula) sono posizionati in prossimità dell'albero a gomiti, per rilevare la posizione del pistone e del volano per il numero di giri, mentre nei sistemi che si sfrutta un generatore sia per l'alimentazione che per la posizione dell'albero motore, questo è posto insieme agli avvolgimenti dell'alternatore che alimenta l'impianto elettrico ausiliario del mezzo ed eccitato dallo stesso rotore, questo sistema viene utilizzato nei generatori monofase o bifase, perché nel caso di generatori trifase risulta impraticabile dato che in questo caso il generatore sarebbe eccitato tre volte a rotazione, un'altra limitazione di questo sistema è dato dal fatto che per via della struttura del generatore che deve generare l'onda e della sensibilità della centralina, questo sistema non è preciso quanto i sistemi a pick-up per il tracciamento della posizione dell'albero motore.

### Accensione
L'accensione o sistema d'accensione è il cuore dell'impianto, perché è la parte che determina la fasatura d'accensione e a seconda del tipo d'accensione si hanno più o meno vantaggi.
Quest'elemento può essere integrato con la bobina d'accensione.
Questa parte del sistema può integrare il limitatore di giri

#### Sensori ausiliari
Sono i sensori che permettono alla centralina di sapere il tipo d'utilizzo da parte del pilota e le condizioni di lavoro, in modo da poter regolare la fasatura in modo da poter ridurre i consumi, rispettare l'emissioni (g/kWh) e avere una vita migliore del motore.

#### Limitatore di giri
Elemento o funzione integrato nella centralina d'accensione o componente a sé stante, ha come funzione proteggere il motore dall'eccessivo regime di funzionamento.

### Interruttore di spegnimento

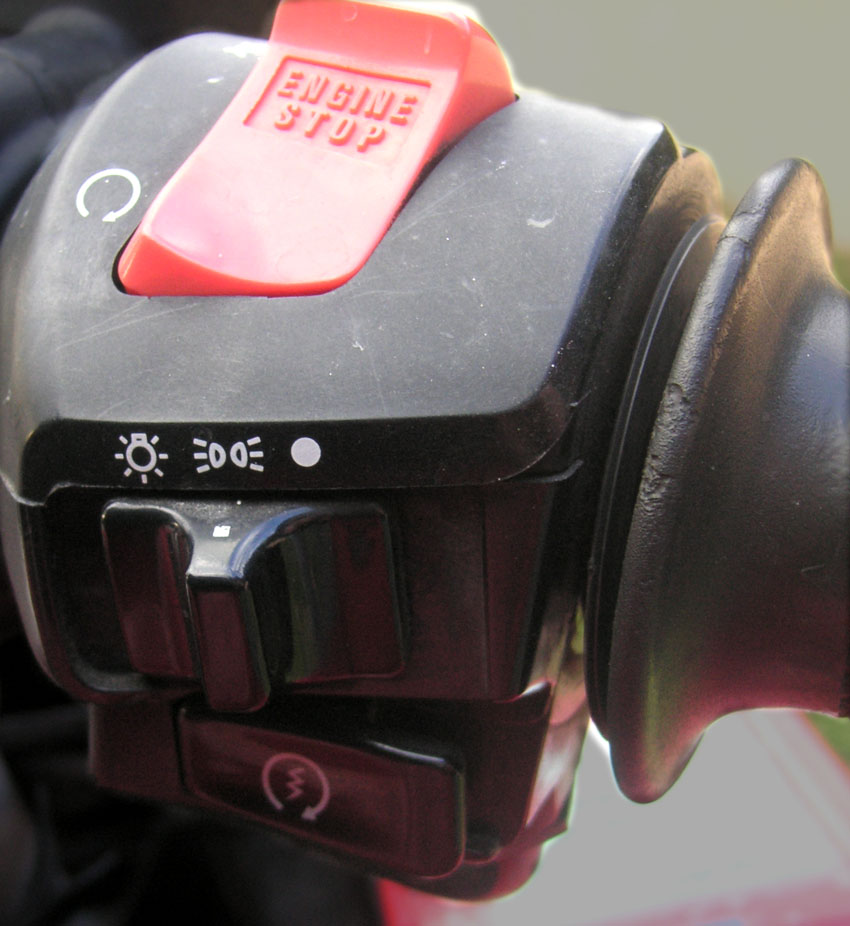
Interruttore di spegnimento

Questo componente è generalmente costituito dal solo blocchetto d'accensione, ma nel caso dei motocicli è quasi sempre accompagnato da un interruttore ausiliario, questo/i componente/i serve per interrompere la produzione della scintilla, permettendo l'arresto del motore, questo interruttore agisce facendo scaricare l'energia diretta alla bobina d'accensione direttamente a massa, impedendo quindi il suo coinvolgimento, per far ciò tale interruttore è in parallelo agli ultimi componenti dell'impianto d'accensione (bobina d'accensione, pipetta e candela d'accensione), dove generalmente in condizione di contatto aperto permette il normale funzionamento dell'impianto, mentre a interruttore chiuso si ha l'esclusione degli ultimi componenti di tale impianto e l'arresto del motore, nel caso si utilizzino due componenti distinti per l'arresto del mezzo, questi devono essere collegati in parallelo tra loro, per far sì che ci sia l'arresto del motore con l'azionamento di uno di loro.
Alcuni mezzi sono sprovvisti di tale sistema, per questo adoperano delle soluzioni meccaniche, che generalmente sono presenti sulla testata del mezzo 

### Bobina d'accensione
La bobina d'accensione ha il compito d'innalzare la tensione in entrata dalla dinamo, dalla batteria o dalla centralina, fino a portarla ad un livello sufficiente (fino a 50 kV) per far sì che ai due elettrodi della candela si possa formare la scintilla. Si utilizza la bobina perché sarebbe impossibile la realizzazione di un intero impianto capace di sopportare tale voltaggio.
È generalmente di forma cilindrica, realizzata esternamente in materiale isolante, ha due morsetti e all'interno presenta due avvolgimenti (primario e secondario) formati da un numero di spire nell'ordine delle centinaia. Può essere a bagno d'olio o in resina, inoltre quest'elemento può essere integrato con la centralina d'accensione e/o le pipette d'accensione.

### Cavo candela
Il cavo candela o d'accensione o cavo d'alta tensione, deve avere determinate caratteristiche (induttiva o resistiva) a seconda del tipo di bobina d'accensione (a secondario isolato o a scintilla persa) e può essere realizzato in diversi modi.

### Pipetta o cappuccio candela
La pipetta o cappuccio candela è il collegamento elettrico della candela alla bobina. È costituita da un filo conduttore opportunamente isolato e dall'attacco per la candela, che può essere di due tipi: largo o snello. Inoltre la pipetta può essere resistiva (1, 5 o 10 kΩ) in modo che non generi le interferenze elettromagnetiche, inoltre può essere abbinata ad una candela resistiva in modo d'ampliarne l'effetto.
In alcuni ambienti sportivi per assicurare un migliore ancoraggio della pipetta alla candela si utilizza un bloccaggio pipetta sottocandela, dove un anello rimane vincolato dall'esagono (senza alterare l'avvitamento della candela) e da cui uno o due anelli elastici tengono la pipetta d'accensione.

### Candela d'accensione

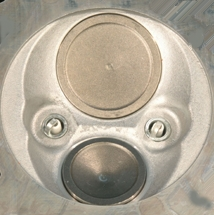
Testata a doppia candela

La candela d'accensione è la parte dell'impianto che serve per generare la scintilla vera e propria. È costituita da due elettrodi: quello centrale viene messo in collegamento con la bobina tramite la pipetta, mentre l'altro elettrodo viene messo a massa tramite la testata del motore.
L'impianto d'accensione può essere del tipo tradizionale e quindi con una candela d'accensione per cilindro o a doppia accensione, quindi con due candele per cilindro, ma può avere anche ulteriori candele d'accensione.

Si utilizzano più candele d'accensione per velocizzare la combustione, soprattutto per motori dall'alesaggio più elevato o nei motori non tradizionali, come nel caso della Honda NR.

## Danni e Problemi
I danni all'impianto di accensione sono generalmente molto gravi:
- Fonte energetica non presente: causato sia da un danno che da uno scollegamento, porta a un'inattività dell'impianto e delle sue funzioni;
- Accensione rovinata o inadatta: se l'accensione è rovinata in parte potrebbe funzionare in modo limitato senza eseguire la variazione della fasatura; nel caso sia completamente compromessa non genera più la scintilla; se invece non è adatta al tipo di motore può generare dei fori sul cielo del pistone o una perdita di potenza, rispettivamente se vi è un anticipo o un posticipo dell'accensione;
- Bobina d'accensione rovinata: se la bobina d'accensione non è più correttamente isolata nelle varie spire, si può avere inizialmente un calo della tensione generata e della scintilla alla candela, oppure un mancato funzionamento;
- Pipetta inadatta: se la pipetta e il relativo cavo di collegamento non sono adatti per l'impianto oltre a ridurre la tensione ai capi degli elettrodi della candela può andare incontro a surriscaldamento e fondersi, perdendo le sue funzioni.
- Inconveniente alla candela d'accensione: è il componente dell'impianto più controllato, il primo ad essere analizzato in caso di problemi e a volte erroneamente incolpato.
- Segnale di posizione troppo debole: questo problema avviene negli impianti che usano un sensore (generalmente un pick-up) per il rilevamento della posizione dell'albero motore, dove nel caso di errato posizionamento, spostamento o danneggiamento, questo sensore può non fornire un impulso con le caratteristiche minime per essere letto correttamente e dare a un mancato funzionamento dell'intero sistema.

## Accorgimenti
Questo sistema può avere come accorgimenti:
- Più candele, generalmente si usano due candele e prende il nome Twin Spark o altri nomi, come DTS-i (Digital Twin Spark Ignition) a seconda del produttore, questo sistema permette di ridurre sensibilmente l'anticipo, dato che migliora la combustione e si aumenta l'efficienza termica
  - Accensioni sfasate nel motore Wankel data la forma della camera di combustione si deve obbligatoriamente utilizzare due candele e queste possono generare delle scintille in momenti diversi.
- Sensore di detonazioni permette la rilevazione delle detonazioni e la centralina modifica l'anticipo (riducendolo) per evitare che questa situazione comprometta il normale funzionamento del motore.
- Più fasature d'accensione negli impianti d'accensione da competizione si ha a disposizione più fasature d'accensioni generalmente tramite commutazione di un interruttore a due o più posizioni.
- Scintilla persa, l'impianto d'accensione riduce il numero di scintille (da un terzo fino alla metà), nel caso si ha il comando gas completamente rilasciato e con il motore ad elevati regimi (sopra una determinata soglia), in modo d'aumentare sia il freno motore che ridurre il consumo della candela e il riscaldamento del motore.